# Bassus romani
Bassus romani är en stekelart som först beskrevs av Shestakov 1940.  Bassus romani ingår i släktet Bassus och familjen bracksteklar. Inga underarter finns listade.